# Oxytorus elongatus
Oxytorus elongatus là một loài tò vò trong họ Ichneumonidae.